# Microscopia in campo oscuro

Schema della filtrazione e del passaggio della luce in un microscopio in campo oscuro

La microscopia in campo oscuro è un tipo di microscopia nel quale è utilizzato un condensatore di campo oscuro che contiene un disco opaco. Questo disco blocca la luce che altrimenti entrerebbe nell'obiettivo, facendo entrare soltanto la quantità minima di luce necessaria alla visualizzazione dell'immagine. Non essendoci luce sul fondo dell'immagine microscopica, il campione studiato appare illuminato per contrasto con il fondo buio, denominato appunto "campo oscuro".
La risoluzione, ossia la capacità di distinguere due oggetti adiacenti come distinti e separati, è molto maggiore nella microscopia in campo oscuro di quella rilevabile nelle tecniche di microscopia a fondo chiaro. Conseguentemente, la microscopia in campo oscuro è particolarmente utile per osservare la motilità dei microrganismi, in particolare dei batteri, essendo possibile distinguere i vari gruppi di flagelli per mezzo di questa tecnica.